# Humble Bundle
Humble Bundle（ハンブルバンドル）とは、PCゲームやモバイルゲーム、電子書籍や音楽といったデジタルコンテンツのダウンロード販売サイトおよび企業である。

## 概要
Pay what you want（支払いたい分だけ支払う）方式によるバンドル販売を実施した最初の会社であり、販売で得られた収益はゲーム開発者だけでなく複数のチャリティー団体に寄付される（対象のチャリティー団体の活動は欧米中心であり、基本的に日本は活動の対象外）。以前の名称はHumble Indie Bundle。サイトは英語であり、日本語には対応していない。
バンドルは、1週間～2週間の期間限定で開催され、利用者は好きな支払金額を設定し、クレジットカードやPayPalによって支払いを行う。ゲーム等を取得するにはバンドルごとに設定された最低額の支払いが必要であり、一定額以上の支払いによってさらなるボーナスコンテンツが購入できる。この「一定額」は、かつては全購入者の支払額の平均値を超過すること（beat-the-average, BTA）が条件だったが、2019年以降は固定額となっている。諸般の事情で、開催中のバンドルが日本からは購入できないことがある（後述のHumble Choiceにも個別のゲームで起こることがある）。
Humble Choice（旧Humble Monthly）という毎月定額を支払うことで10本前後のゲームを受け取ることができるサービスもある。継続することで後述のHumble Storeでの購入に割引が適用される。収益の一部がチャリティーに寄付されるのは同じである。
Humble Storeでは他のダウンロード販売サービスと同じ固定額でのゲーム販売を行っており、こちらは購入者が支払い価格を決めることはできないが、収益の一部がチャリティーに寄付されるのは同じである。
2014年末の時点で、Humble Bundleはチャリティー団体に5000万ドルを超える寄付を行っており、ゲーム開発者は1億ドルを超える収益を得ている。
2017年10月にIGNによって買収されて以降、会社が大きく変化し、2020年代になってからは従業員の削減が進んでいる。

## 歴史
2010年5月4日 - Wolfire GamesのJeff RosenとJohn Grahamによって最初のHumble Indie Bundleが開催された。10日間で127万ドルを集めた。この回を含む初期の頃は、大量の通信を裁くためにGoogleがほぼ無償でサポートしていた。
2010年12月 - Jeff RosenとJohn GrahamによってHumble Bundleが法人として設立される。
2011年4月 - ベンチャーキャピタルのセコイア・キャピタルは、470万ドルをHumble Bundleに投資した。
2012年11月29日 - Humble THQ Bundleが開催され、500万ドル以上を集めた。THQは当時の財政難を一的にしのぐことができた。
2013年3月19日 - 最初のHumble Weekly Bundleが開催された。毎週火曜に新しいバンドルに切り替わった。（2016年3月11日に終了）
2013年8月14日 - Originサービスに紐づけされたEAゲームを集めたHumble Origin Bundleが開催され、700万ドル以上を集めた。
2013年9月12日 - 以前はボーナス公開以前に購入した人全員に配布された追加ボーナスがこの日開始されたHumble Indie Bundle 9以降、平均額以上の購入者に限定された。
2013年10月31日 - Steamキーの転売を防止するため、Steamキー引き換え時にユーザーのSteamアカウントに自動適用するようになった。
2013年11月12日 - Humble Storeが開設され、不定期開催のバンドル販売だけでなく常時販売をするようになった（売上の一部が慈善活動に寄付されるのはバンドル販売と同様）。
2014年5月15日 - Humble Storeに電子書籍、オーディオブック、デジタルコミックが追加された。
2015年3月15日 - 家庭用ゲーム機用ゲームのバンドル（Humble Nindie Bundle）が初めて開催された。これ以降、何度も家庭用ゲーム機対象のバンドルが発売されたが、全て日本は対象外である。
2015年10月 - Humble Monthlyサブスクリプションを開始した（売上の一部が慈善活動に寄付されるのはバンドル販売と同様）。毎月12ドルでAAAを含むゲームを約10個、選択的に入手できた。
2016年2月 - Humble Monthlyから得た資金によってインディーゲームパブリッシング事業Humble Originalsが開始された。
2017年10月13日 - Humble BundleはZiff Davisの子会社であるIGNに買収された。
2019年3月 - Humble Bundleの創設者であるJeff RosenとJohn Grahamは同社のCEOとCOOを辞任し、Alan Patmoreが同社の運営を引き継ぐと発表した。
2019年12月6日 - Humble MonthlyをHumble Choiceに移行した。3段階のプランに分かれ、新規加入者には月額19.99ドルへ増額された。
2020年5月14日 - インディーゲームパブリッシング事業がHumble OriginalsからHumble Gamesに変更、拡張された。
2021年4月 - バンドル購入時に使用できたスライダーが廃止された。これによって購入者が3者（Humble、ゲーム製作者、チャリティ）に対して100％から0％まで自由に決められた裁量がなくなった。
2022年1月 - Humble Choiceが改訂され、サブスクリプションの継続期間によってストアの割引率が変動するようになり、MacとLinuxのサポートが打ち切りとなった。
2022年4月 - エンジニアリングおよびカスタマーサポートの従業員10人が解雇された。
2024年7月 - Humble Gamesの全従業員が解雇された。Humble Bundleへの影響はないとのことである。